# Rogue River (Oregon)

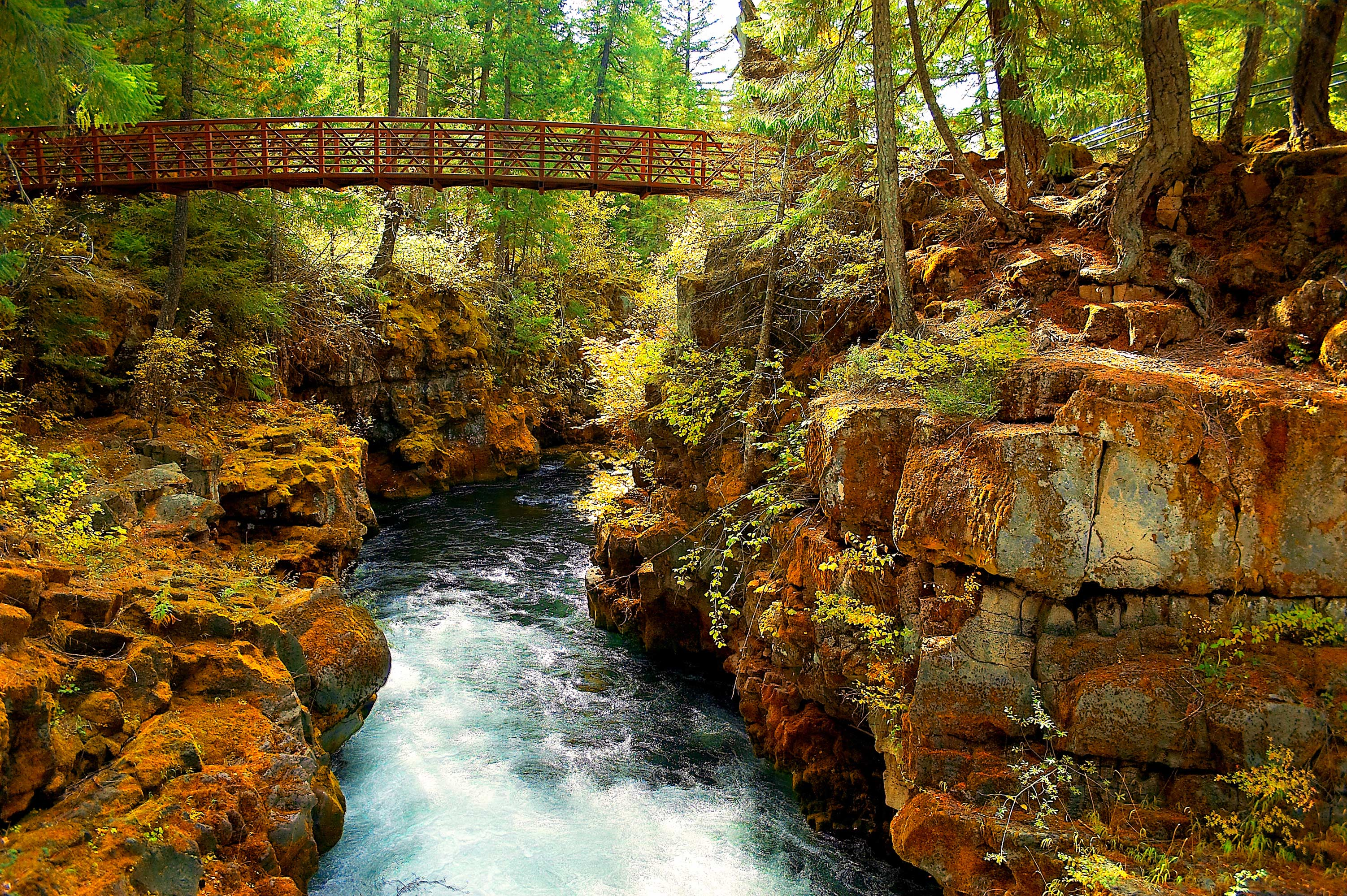
Rogue River

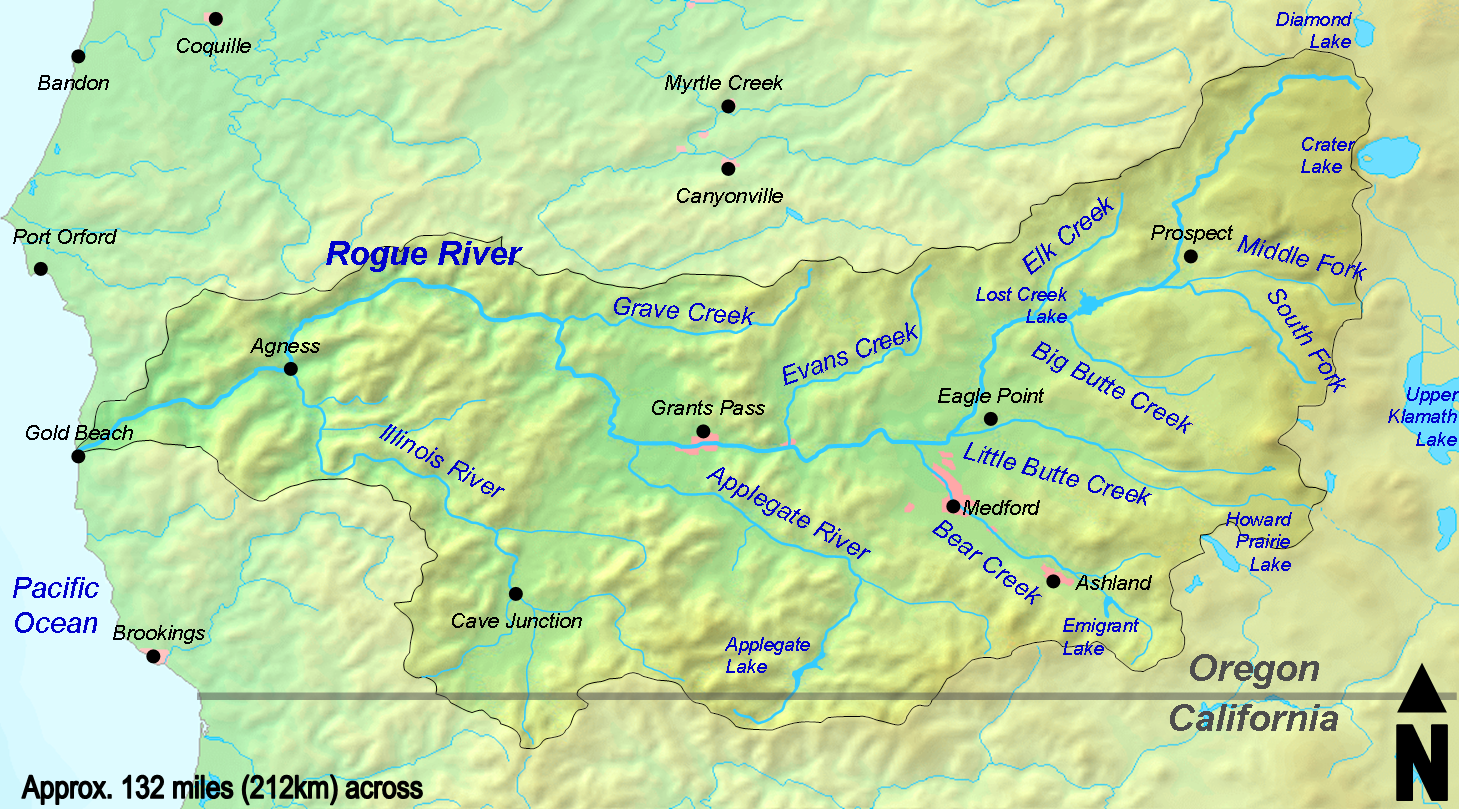
Rogue Rivers avrinningsområde.

Rogue River är en 346 km lång flod i delstaten Oregon i USA. Den börjar i Crater Lake nationalpark i Kaskadbergen och mynnar vid Gold Beach i Stilla havet.